# Исидоро Блајстен
Исидoро Блајстен (шп. Isidoro Blaisten, Конкордија, Аргентина, 12. јануар 1933 - Буенос Ајрес, Аргентина, 28. август 2004) био је аргентински новинар, фотограф и писац.

## Биографија
Блајстен је био пореклом из јеврејске мигрантске породице, која је уз подршку Барона Морица де Хирша и његове Јеврејске колонизационе асоцијације крајем 20. века имигрирала у Аргентину. Био је син Давида Блајштајна и његове супруге Доре Глицлиј; након што се породица настанила у Конкордији променили су презиме из Блајштајн у Блеистен. Блајстен је у Конкордији више година радио као трговац књигама, а паралелно са тим и као фотограф. Имао је успешан списатељски деби у књижевном часопису El escarabajo de oro. Преко редакције овог часописа упознао је и Абеларда Кастила који га је увео на књижевну сцену. Блајстен је постао члан Academia Argentina de Letras, а већ неколико година пре тога постао је дописни члан Шпанске краљевске академије у Мадриду. Исидоро Блајстен преминуо је од рака плућа 28. августа 2004. у 71. години у Буенос Ајресу.

## Преводи
Блајстен је нетипичан аутор чије дело одликује изузетан смисао за хумор и иронију, превођен је на енглески, француски и немачки.

## Дела

### Приповетке
- Антиконференције (1983)
- Кочије и краљица (1986)
- Чаробњак (1991)
- Кад смо били срећни (1992)
- Даблин - на југ (1980)
- Затворено због меланхолије (1981)
- Вребајући (1995)

### Романи
- Гласови у ноћи